# ビーピーエス
株式会社ビーピーエス（Bullet-Proof Software, Inc.）は、かつて存在した日本のゲームソフト開発会社。代表作としてテトリスがある。アメリカ合衆国のブループラネットソフトウェアとは別法人であるが、創設者はどちらもロジャースである。

## 概要
1983年にヘンク・ブラウアー・ロジャースが横浜市に設立したコンピュータゲームメーカー。
社名の由来で英文社名でもあるBullet-Proof Software（ブリットプルーフ・ソフトウェア）のブリットプルーフは「防弾の」という意味であるが、他に「完璧な」という意味もあり、完璧なソフトウェアという意味で名付けられた。
ロジャースは、光栄（現コーエーテクモホールディングス）から日本で初めて大ヒットしたファンタジーコンピュータRPGであるザ・ブラックオニキスを発売する予定だったが、光栄の社長の勧めでハワイ大学以来の友人であるコンラッド・龍弥・小沢と共にこの会社を設立した。当初は有限会社だったが後に株式会社に変更され、ロジャースは社長、小沢は副社長に就任した。一部で誤解されていることだが、小沢はロジャースと共同開発していたのでなく、開発を支援していただけである。
同社はテトリス系ゲームや首都高バトルシリーズの初期作などを発売していたが、2001年2月22日に同社の解散を発表。2月28日で営業終了し3月31日に解散した。ソフト側の知的財産権はテトリスシリーズ（当社発売分のみ）やハットリスがロジャースが設立した企業のひとつであるザ・テトリス・カンパニーに、首都高バトルシリーズは当社が発売した分も含めてGenki（全タイトルの開発元で、現在のパブリッシャー）に、それ以外のタイトルは前述のブループラネットソフトウェアに譲渡された。

## ゲーム一覧

### ファミリーコンピュータ
- 囲碁 九路盤対局
- スーパーブラックオニキス
- テトリス
- ハットリス
- テトリス2+ボンブリス
- SPOT (ゲーム)

### ディスクシステム
- 囲碁 九路盤対局

### スーパーファミコン
- パイプドリーム
- スーパーテトリス2+ボンブリス
- 対局囲碁ゴライアス
- ヨッシーのクッキー
- テトリス武闘外伝
- スーパーテトリス2+ボンブリス 限定版
- 土屋圭市 首都高バトル'94
- テトリスフラッシュ
- 爆投ドッチャーズ バンプス島は大さわぎ
- スーパーテトリス3
- マイケル・アンドレッティ インディカーチャレンジ
- 首都高バトル2
- スーパーボンブリス
- できたてハイスクール
- 超魔法大陸WOZZ
- 激闘バーニングプロレス
- 聖獣魔伝ビースト&ブレイド
- 対局囲碁 韋駄天
- 峠・伝説 最速バトル

### ゲームボーイ
- パイプドリーム
- ハットリス
- SPOT (ゲーム)
- スーパーボンブリス
- スーパーボンブリスDX

### プレイステーション
- 松方弘樹のワールドフィッシング
- テトリスX
- 信長疾風記 煌
- スターウォーズレベルアサルト2
- スターウォーズ ダークフォース
- ボールブレイザー
- ヘラクレスの大冒険
- スターウォーズ マスターズ オブ テラス・カシ
- ザ・ネクスト・テトリス
- フィッシャーズロード
- ザ・ネクスト・テトリス・デラックス

### バーチャルボーイ
- V・テトリス（英語版）

### MSX
- ブラックオニキス
- ブラックオニキスII
- テトリス
- M.U.L.E.

### セガサターン
- テトリスS

### ドリームキャスト
- TETRIS 4D

### その他
- ザ・ファイアクリスタル
- アーコン
- ウェルトリス
- ライレーン
- ディフレクター (ゲーム)
- 首都高バトル
- フロンティア・ユニバース
- イプシロン3
- 松方弘樹のワールドフィッシングベスト
- デラックスペイントII
- カイズパワーツールズ

## 所属していた人物
筆頭の肩書きはすべて元BPS時代のもの。
- ヘンク・ブラウアー・ロジャース - 社長。ザ・ブラックオニキスの作者。後にブループラネットソフトウェアの取締役社長（2014年にマヤ・ロジャーズへ引き継ぎ）、及びテトリスオンライン・ジャパンの取締役。
- コンラッド・龍弥・小沢 - 副社長。BPS退社後、1986年にクエイザーソフトの設立に参加。
- 名越康晃 - 元開発部マネージャー、プログラマ。PC-8801版アーコンとミュールとテトリスの移植者、パソコン版テトリスのゲームデザインを担当。現レッド・エンタテインメント代表取締役社長
- エドワード・S・P・ロジャース - テトリスの移植をヘンク・ロジャースに勧めた。テトリスオンライン・ジャパンの取締役。
- 松方哲哉 - スーパーブラックオニキスのシナリオライター、ゲームボーイ版ブラックオニキスの作者。ウォーターマークス社のブックオブウォーターマークスのスーパーバイザーを務めた。現テトリスオンライン・ジャパンの取締役。
- ロバート・ラザフォード -プログラマ。スーパーブラックオニキスとファミコン版テトリスとパソコン版テトリスの全機種共通部分を担当した。
- リチャード・チャールズ・ロジャース - プログラマ。PC-9801シリーズ用、PC-88VA用、FMRシリーズ用とのテトリスの機種別部分を担当。後にブループラネットソフトウェアのプログラマ。
- 坂本隆志 - プログラマ。X1シリーズ、X68000シリーズ、テトリスの機種別部分を担当。元堀ソフト及び元株式会社カゼ（現カゼ・ネット）のプログラマ。
- ハンス・ヤンセン - グラフィックデザイナー。元BPSのテトリスやハットリスやNESのコンバットゾーンなどのグラフィックデザインを担当。ビルバクの作者。
- 小林孝志 - グラフィックデザイナー及びプログラマ。元株式会社カゼ（現カゼ・ネット）のゲーム・デザイナー及びグラフィック・デザイナー。元ウォーターマークス代表。
- 小林晃 - プログラマ。NESのコンバットゾーンのプログラマ。
- 田口義治 - プログラマ。シャープの電子手帳用テトリスを担当。